# Ейса Гонсалес
Ейса Гонсалес Рейна (ісп. Eiza González Reyna; нар. 30 січня 1990 (35 років), Мехіко) — мексиканська акторка та співачка.

## Життєпис
Ейса Гонсалес народилася 30 січня 1990 року в Мехіко, Мексика. Мати — колишня мексиканська модель Гленда Рейну. Батько, Карлос, загинув в аварії на мотоциклі, коли Ейсі було 12 років. У Ейси є старший брат. З 2003 по 2006 рік вона займалася на різних акторських і театральних курсах. Закінчила «Edron Academy» і «American School Foundation». В 14 років була прийнята в акторську школу «Televisa's Centro de Educación Artística». У 2008 році Ейса відвідувала акторську студію Лі Страсберга в Нью-Йорку.

## Кар'єра
Дебютувала в 2007 році в серіалі «Лола: Давним-давно». Знімалася в рекламі «Always» (2007-2008), «Avon» (2008-2009). Часто з'являлася на обкладинках мексиканських версій журналів «Glamour» і «Cosmopolitan». У 2008 році отримала премію «TVyNovelas краще жіноче відкриття». З 2014 по 2016 рік знімалася в серіалі «Від заходу до світанку».

## Особисте життя
З 2011 по 2013 рік зустрічалася з мексиканським бізнесменом Пепе Діасом. Їй також приписують стосунки з акторами Себастьяном Рульї, Ліамом Гемсвортом і з футболістом Кріштіану Роналду. У 2018-2020 роках зустрічалася з актором Джошем Дюамелем. У червні 2020 року помічена в компанії актора Тімоті Шаламе. З квітня 2025 року зустрічається з болгарським тенісистом Григором Димитровим.

## Фільмографія
| Рік         |    | Українська назва                     | Оригінальна назва                     | Роль                             |
| ----------- | -- | ------------------------------------ | ------------------------------------- | -------------------------------- |
| 2007 — 2008 | с  | Лола: Давним-давно                   | Lola: Érase una vez                   | Долорес «Лола» Валенте           |
| 2009        | с  | Жінки-вбивці                         | Mujeres asesinas                      | Габріела Ортега                  |
| 2010 — 2011 | с  | Мрій зі мною                         | Sueña conmigo                         | Клара Моліна                     |
| 2012 — 2013 | с  | Істинне кохання                      | Amores verdaderos                     | Ніккі Брізз Бальванера           |
| 2013        | кф | Непристойна пропозиція               | Propuesta Indecente                   | багата дівчина                   |
| 2014        | ф  | Майже тридцять                       | Casi treinta                          | Христина                         |
| 2014 — 2016 | с  | Від заходу до світанку               | From Dusk Till Dawn: The Series       | Сантаніко Пандемоніум            |
| 2015        | ф  | Джем і Голограми                     | Jem and the Holograms                 | Джетта                           |
| 2017        | ф  | На драйві                            | Baby Driver                           | Моніка «Дарлінг» Кастільо        |
| 2018        | ф  | Дивовижний світ Марвена              | Welcome to Marwen                     | Каралала                         |
| 2019        | ф  | Таємниці Райських схилів             | Paradise Hills                        | Амарна                           |
| 2019        | ф  | Аліта: Бойовий ангел                 | Alita: Battle Angel                   | Ніссіана                         |
| 2019        | ф  | Шосе для гравців                     | She's Missing                         | Джейн                            |
| 2019        | ф  | Форсаж: Гоббс та Шоу                 | Fast & Furious Presents: Hobbs & Shaw | Мадам М                          |
| 2020        | ф  | Бладшот                              | Bloodshot                             | Кеті                             |
| 2020        | ф  | Аферистка                            | I Care a Lot                          | Фран                             |
| 2021        | ф  | Ґодзілла проти Конга                 | Godzilla vs. Kong                     | Майя Сіммонс                     |
| 2021        | мф | Спіріт: Дикий мустанг                | Spirit Untamed                        | Мілагро Наварро-Прескотт (голос) |
| 2022        | ф  | Швидка допомога                      | Ambulance                             | Кем Томпсон                      |
| 2023        | с  | Екстраполяції                        | Extrapolations                        | Елоді                            |
| 2024        | с  | Містер і місіс Сміт                  | Mr. & Mrs. Smith                      | камео                            |
| 2024        | с  | Проблема трьох тіл                   | 3 Body problem                        | Августина «Оггі» Салазар         |
| 2024        | ф  | Міністерство неджентльменської війни | The Ministry of Ungentlemanly Warfare | Марджорі Стюарт                  |
| 2025        | ф  | В сірій зоні                         | In the Grey                           | Софія                            |
| 2025        | ф  | Фонтан молодості                     | Fountain of Youth                     | Есмі                             |

## Дискографія
- Contracorriente (2009)
- Te Acordarás de Mí (2012)